# Donald McPherson
Pour les articles homonymes, voir McPherson.
Donald McPherson (né le 20 février 1945 à Windsor (Ontario) - mort le 24 novembre 2001 à Munich) est un patineur artistique canadien.

## Biographie

### Carrière sportive
Il a remporté le titre de champion du monde en 1963. Il est le premier patineur canadien à avoir remporté le championnat du Canada, le championnat de l'Amérique du Nord et le championnat du monde, sans avoir remporté un seul de ces titres auparavant.

### Reconversion
Il a quitté le patinage artistique amateur en 1963 et a joint les rangs de la troupe "Holiday on Ice" en Europe pendant 10 ans.
Donald McPherson a été intronisé au Temple de la renommée de Patinage Canada en 1995.

## Palmarès
| Compétition                                                                                            | 1959 | 1960 | 1961 | 1962 | 1963 |
| Jeux olympiques d'hiver                                                                                |      | 10e  |      |      |      |
| Championnats du monde                                                                                  |      | 8e   | CA   | 4e   | 1er  |
| Championnats d'Amérique du Nord                                                                        | 6e   |      | 5e   |      | 1er  |
| Championnats du Canada                                                                                 |      | 2e   | 2e   | 2e   | 1er  |
| Légende : CA = Championnats du monde 1961 annulés à cause de la catastrophe aérienne du vol 548 Sabena |      |      |      |      |      |